# Альт (голос)
Альт (итал. alto; от лат. altus — высокий) — историческое обозначение любого голоса, который выше тенора, но ниже сопрано. Этой характеристике соответствует низкий голос у женщин и мальчиков, а в старину — также голос взрослых певцов-кастратов и от-контров. В учении о гармонии, преимущественно в четырёхголосных сочинениях, альтом называется второй верхний голос. 
Альт считается вторым из пяти главных родов человеческого голоса: сопрано, альт, тенор, баритон и бас, и подобно трём остальным, является в различных степенях. Поэтому различают низкий и более высокий альт. Объём первого простирается приблизительно от фа в малой октаве до фа или соль во второй октаве, тогда как границы второго определяются одним или двумя тонами выше (от ля в малой октаве до ля во второй октаве). Женский альт состоит из двух регистров, пределы которых доходят до си в первой октаве, у детских же и мужских альтов несколькими ступенями ниже. 
Написанные для кастратов и от-контров мужские партии ныне с успехом исполняют как женщины-контральто (обладательницы низкого альта, см. брючная роль), так и мужчины-контратеноры. В некоторых традициях (в частности, немецкой) эти два типа голоса иногда называют просто альтом. По своему объёму высокий альт совпадает с меццо-сопрано и оба голоса часто отождествляются друг с другом, тогда как по естественному строению этих голосов и соотношению регистров они легко отличимы. Высоким альтом поют и некоторые контратеноры (например, Ф. Жаруски).
Альтовым ключом или знаком, в котором пишется партия альта, называется общеупотребительный ключ до, пишущийся на третьей линии нотной системы.